# Alien-handsyndroom
Het alien-handsyndroom (AHS) is een neurologische aandoening, waarbij een ledemaat (meestal de hand) van een persoon gedragingen vertoont, zonder de intentie van de persoon. Het ledemaat lijkt een eigen wil te hebben.
De klinische definitie vereist “het gevoel dat een ledemaat vreemd is of een eigen wil heeft, samen met aantoonbare onvrijwillige motoriek” (met nadruk “zonderling”).
Het syndroom is vaak het gevolg van een beschadiging aan het corpus callosum, enerzijds wanneer het is gescheiden ter behandeling van hardnekkige epilepsie, of te wijten aan een beroerte.
De standaard neurologische verklaring is dat de gevoelde wil weergegeven door de taaldominante linker hemisfeer niet correspondeert met de handelingen uitgevoerd door de niet-taaldominante rechter hemisfeer, en zo suggererend dat de twee hemisferen onafhankelijk besef van vrije wil zouden kunnen hebben.